# Ђураковац
Ђураковац (алб. Gjurakoc) је насељено место у општини Исток, на Косову и Метохији. Према попису становништва из 2011. у насељу је живело 2.209 становника.

## Положај
Атар насеља се налази на територији катастарске општине Ђураковац површине 1074 ha. Село се налази у Пећком подгору, недалеко од Истока.

## Историја
У Ђураковцу је до краја XX века била стара црква Св. Николе у чијој олтарској апсиди је била у поду уграђена мермерна плоча са натписом из 1362. године са натписом непознатог властелина Данила који је вероватно био и ктитор цркве. На њеним темељима је 1592. године подигнута нова црква, која је одмах била и осликана. У турском попису из 1572. убележен је манастир. Ђураковачка стара црква била је веома поштована како у народу тако и у свештенству. О томе су сведочили урезани записи на њеним фрескама. Тако су цркву посетили: 1734. године Андреја, брат патријарха Арсенија IV Јовановића, 1741. митрополит скопски кир Атанасије, архимандрит херцеговачки Филотеј, архимандрит дабробосански Гаврил; 1763. владика Теодосије је запису додао да је посетио своје отечество у Ђураковцу. У цркви је било око стотину квадратних метара фресака. Изнад улазних врата из припрате у храм стајао је ктиторски натпис у осам редова, из 1592. у коме се помињу поп Цветко и други христјани села сего са потписом зуграфа Милије на крају. У цркви су се сачувале старе иконе, олтарске двери и књиге из XVI и XVII века које су, срећом, после конзервације изведене 1965. године, биле враћене у ризницу Пећке патријаршије и тако сачуване. Испред зиданог дела цркве је као њен саставни део саграђена дрвена припрата са дрворезбареним вратима на чијим оквирима су урезана имена ктитора и дуборезаца из Ђураковца и суседног села Томанаца. У порти цркве, међу многим старим каменим и храстовим надгробним споменицима, био је сачуван и камени стећак из XIV-XV века са уклесаним ликом јелена и орнаментима. У Ђураковцу су постојале још две старе српске цркве. Остаци Цркве Св. врача Кузмана и Дамјана били су на Пејчиновића брегу, источно од цркве Св. Николе. На њеном месту су 1987. године тадашње власти дозволиле да се сагради нова католичка (албанска) црква. Остаци друге цркве лежали су на месту старог српског гробља, 200 метара западно од Старе липе. Цео тај простор био је претворен у сметлиште. За време тромесечног бомбардовања Србије 1999. стара црква Св. Николе је оштећена. Јуна месеца исте године Албанци су је експлозивом разорили до темеља. Тада су опљачкали и срушили све српске куће из Ђураковца и околних села и протерали све Србе.

## Становништво
Насеље сада има албанску етничку већину, до 1999. године у селу је живело и 600 Срба и Црногораца. Током 1933. године у Ђураковац је дошло неколико српских породица пресељених из Албаније.  Према попису из 2011. године, Ђураковац има следећи етнички састав становништва:
| Националност | 2011.          |
| Албанци      | 2.014 (91,17%) |
| Египћани     | 107 (4,84%)    |
| Бошњаци      | 39 (1,77%)     |
| Срби         | 22 (1,00%)     |
| Ашкалије     | 12 (0,54%)     |
| други        | 15 (0,68%)     |
| Укупно       | 2.209          |

| Демографија | Демографија | Демографија |
| Година      | Становника  | Становника  |
| ----------- | ----------- | ----------- |
| 1948.       | 1.235       |             |
| 1953.       | 1.615       |             |
| 1961.       | 2.143       |             |
| 1971.       | 2.631       |             |
| 1981.       | 3.100       |             |
| 1991.       | 3.801       |             |
| 2011.       | 2.209       |             |